# Avion monocoque en bois

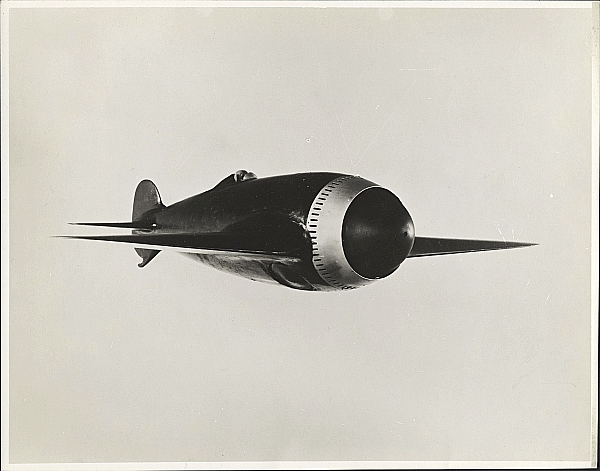
de 1922.

Entre 1910 et 1945 vont être construits des avions selon une structure monocoque en bois, généralement en contreplaqué moulé, les avions monocoque en bois.
Des fuselages monocoques en contreplaqué vont être utilisés pour tous les avions de course à succès compris les avions Curtis (Curtiss R3C) et le vainqueur italien de la Coupe Schneider de 1926, le Macchi M.39 ; ainsi que pour certains avions militaires réussis de Grande-Bretagne, de France et d'Allemagne.
Le LFG Roland D.VI construit à la fin de 1917 a une coque construite selon la technique de bordage à franc-bord, apparue comme un moyen de faire face aux pénuries de contreplaqué subies par l'Allemagne en raison du blocus naval allié. C'est le seul avion monocoque de ce type   

## Techniques
Dans les premiers avions des bandes de plaquages étaient collées sur une matrice qui étaient retirée ensuite.
Aux États-Unis se développe une technique de moulage au sac que l'on doit à Jack Northrop et réalisée dans un premier temps pour le Loughead S-1. Cette technique sera appliquée à d'autres avions dont le de Havilland DH.98 Mosquito,.

Les techniques de moulages de contreplaqué se déclineront selon différents brevets et différents adhésifs pour produire des pièces moulées en remplacement des mêmes pièces en aluminium. Le procédé le plus abouti emploie Duramold, dérivé de Haskelite, un procédé de matériau composite développé par Virginius E. Clark (en) . Les plis de bouleau sont imprégnés de résine phénolique et laminés ensemble dans un moule à chaud (280 °F, 138 °C) et sous pression. Le Duramold, conçu pour être utilisé comme matériau structurel léger sera employé pour le Hughes H-4 Hercules.
L'un des derniers avions véritables monocoques sera le de Havilland DH.98 Mosquito, construit à 7 781 exemplaires. La technique de construction du Mosquito a anticipé la simplicité et la solidité des structures de fuselage monobloc jamais revues avant le premier vol du Lockheed Martin X-55 ACCA près soixante ans plus tard.

## Avions monocoques en contreplaqué à moule positif

### Le cigare
La première utilisation de la construction monocoque dans l'aviation est attribuée à Eugène Ruchonnet, un ingénieur maritime suisse qui avait construit un avion surnommé le Cigare en 1911, qui avait un fuselage construit en assemblant plusieurs couches de bois mince, chaque lamelle étant appliquée à angle droit avec celle du dessous. La méthode habituelle de construction du fuselage d'un avion à cette époque consistait à utiliser une poutre-caisson à contreventement métallique recouverte de tissu. La technique de Ruchonnet, dans laquelle la surface extérieure de la structure est porteuse, deviendra la méthode habituelle de construction aéronautique.

### Le Deperdussin Monocoque

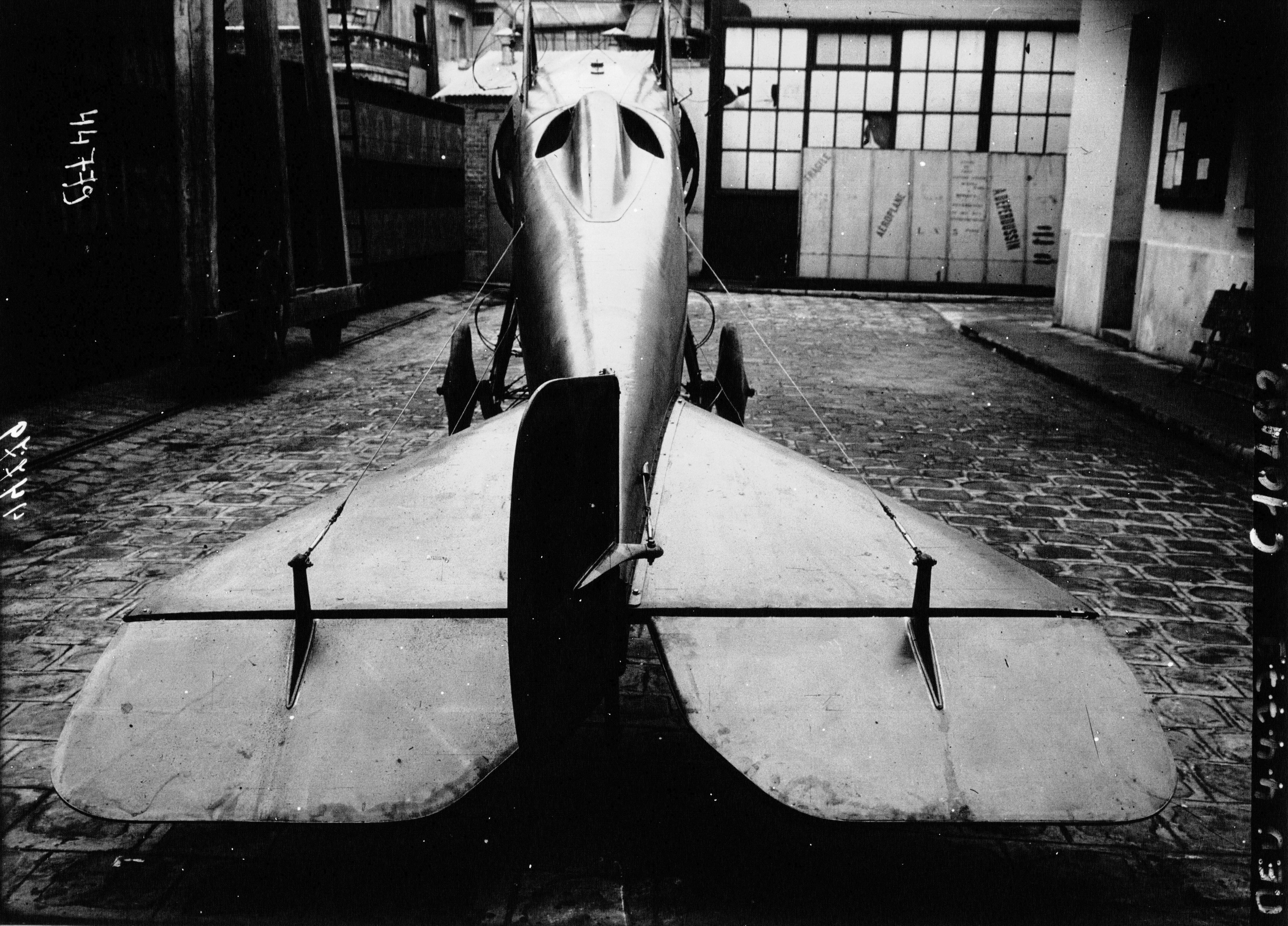
Deperdussin Monocoque. Sans ses ailes.

Le Deperdussin Monocoque était un des premiers avions de course construit en 1912 par les Aéroplanes Deperdussin, un constructeur aéronautique français créé en 1911 et réorganisé en Société Pour L'Aviation et ses Dérivés (SPAD) en 1913. Le Deperdussin Monocoque était un développement d'un avion de course antérieur, l'Avion Deperdussin de 1912 (en)) conçu par Louis Béchereau qui a volé pour la première fois à la fin de 1911 et a été le premier avion à dépasser 100 mph en vol en palier. Cet avion utilisait partiellement la technique monocoque, avec une paire de coques porteuses courbes utilisées conjointement avec un fuselage à poutre-caisson en bois conventionnel. Le Deperdussin Monocoque était un monoplan à aile médiane avec des ailes à corde parallèles avec des longerons de voilure en hickory et en frêne et des nervures en pin. Le fuselage a été réalisé en deux moitiés, chacune réalisée en collant et épinglant une couche de bois de tulipier sur une charpente en hickory soutenue par un gabarit, puis en appliquant deux autres couches de bois de tulipier, l'épaisseur de la coque étant d'environ 4 mm. Les coques ont ensuite été retirées des moules, des aménagements intérieurs ont été ajoutés et les deux moitiés collées ensemble et recouvertes de tissu. Une variante hydravion du Monocoque, le Deperdussin Coupe Schneider (en), a remporté le concours inaugural du Trophée Schneider en 1913, piloté par Prévost.

### Albatros DI à D.V

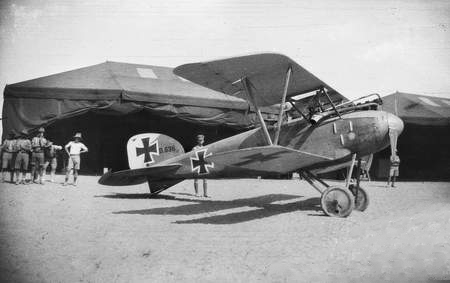
Albatros D.III.

Les avions Albatros D.I de 1916, Albatros D.II, Albatros D.III, Albatros D.V de l'Albatros Flugzeugwerke étaient tous des avions monocoque ou semi-monocoque en contreplaqué. La construction aérodynamique de la coque en contreplaqué typique de l'Albatros était beaucoup plus ovale sur le DV que sur le prédécesseur D.III.

### LFG Roland C.II

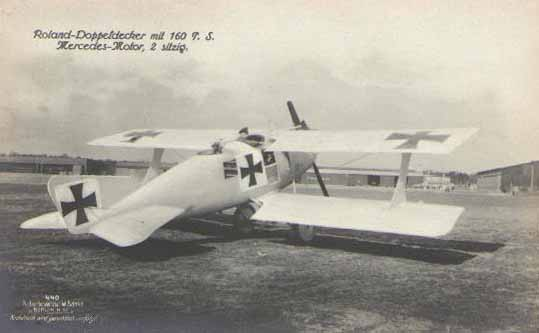
LFG Roland C.II.

Une méthode similaire à celle de Ruchonnet dans la construction du fuselage émergera également quelques années plus tard, dans l'Empire allemand en temps de guerre, sous le nom de méthode Wickelrumpf ("corps enveloppé") , brevetée par la Luft-Fahrzeug-Gesellschaft (L.F.G.) en 1915-16, utilisé pour les 400 exemplaires de l'avion de reconnaissance biplace LFG Roland C.II Walfisch, et autorisé à être utilisé par L.F.G. en 1917 par la Pfalz Flugzeugwerke, pour certains des modèles de chasseurs de la première Guerre Mondiale pour la Luftstreitkräfte.

### Le de Havilland Mosquito

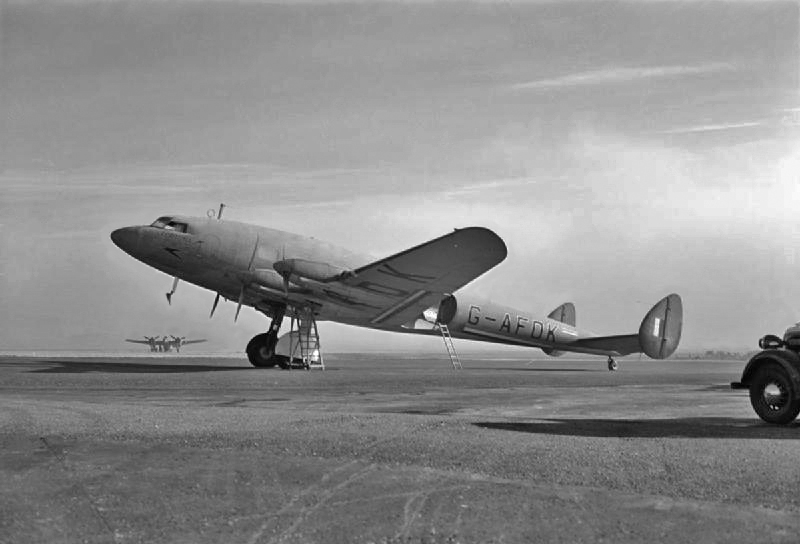
de Havilland Albatross.

La cellule du de Havilland Albatross de 1937 est moulé d'un seul tenant autour de sa structure.
Un moule positif est utilisé pour le de Havilland DH.98 Mosquito de 1941, deux demi-coques sont assemblées en une seule, chaque demi-coque est constituée de deux couches de contreplaqué moulé autour d'une âme de balsa ,,.
Au début de la Seconde Guerre mondiale, alors que les usines métallurgiques étaient insuffisantes pour alimenter le front intérieur, les industries du bois demeuraient disponibles. Après le décompte des résultats de la débâcle anglaise en France, furent définis les types d'avions dont l'Angleterre aurait désormais besoin. Il fut déterminé que le programme de bombardiers lourds et de chasseurs absorberait la majeure partie du métal de l'Empire britannique alloué aux avions. Il y aurait cependant besoin d'un « in-fielder », un avion qui pourrait être modifié pour faire un peu de tout. Cet avion devrait être produit en quantité, et sans bouleverser le calendrier d'approvisionnement et de main-d'œuvre du programme des chasseurs et de bombardiers. De Havilland Aircraft Company fournit le miracle, sous la forme du de Havilland DH.98 Mosquito ; qui s'avéra remarquable. Le bois était le grand matériau inexploité, et les menuisiers étaient le principal bassin de main-d'œuvre non drainé et qui pouvait s'appliquer à tout l'Empire britannique; Le Canada, l'Inde, l'Australie et la Nouvelle-Zélande pourraient tous produire des cellules Mosquito complètes.
Le fuselage du Mosquito est fait de placage standard de chaque côté d'un noyau de balsa. Étant donné que le balsa n'a virtuellement aucune résistance structurelle propre, le placage de bois, généralement de l'épicéa, du bouleau ou de l'acajou, supporte en fait les tensions. Le balsa stabilise simplement les plis, en les espaçant, transformant en fait l'ensemble de la section en un seul longeron caisson. L'aile est une structure monobloc entièrement en porte-à-faux, constituée de deux longerons caissons. Ceux-ci consistent en des semelles en épicéa sur une âme en bouleau. L'intrados de l'aile est une simple feuille de contreplaqué, collée et vissée sur les membrures. La surface supérieure, cependant, est une double peau de contreplaqué, séparée par des entretoises en bois dur qui transforment toute la surface supérieure porteuse de contraintes en une série de longerons caisson de voilure pour une grande résistance et rigidité absolue.
Le De Havilland Hornet de 1944 et le de Havilland Vampire de 1946 sont de même conception.

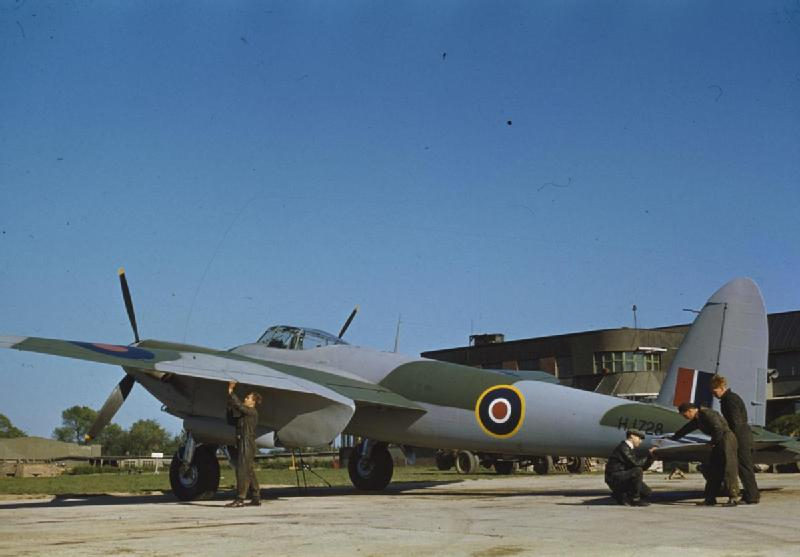
Construction du Mosquito. de Havilland Factory . Hatfield, Hertfordshire, 1943.
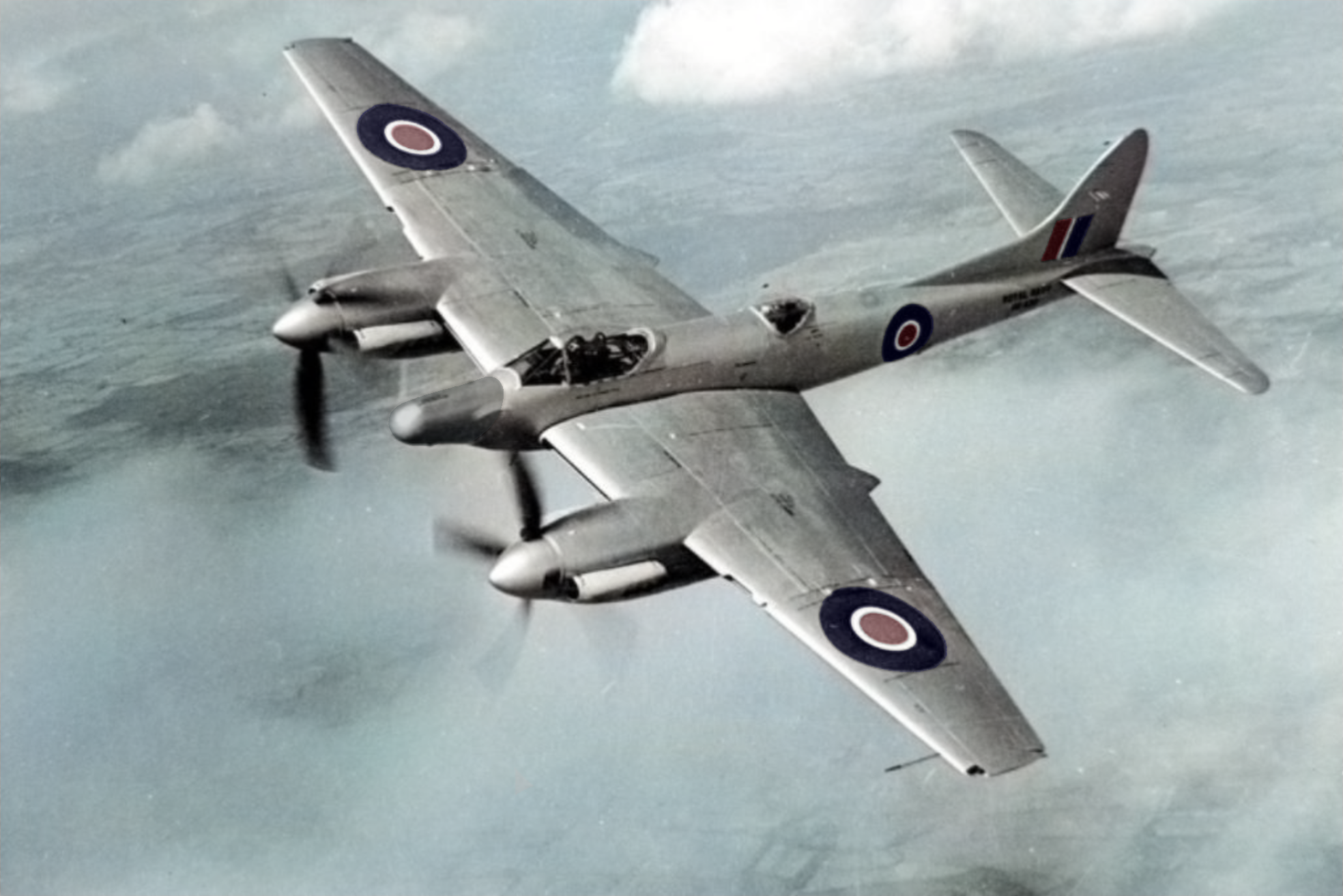
De Havilland DH.103 Sea Hornet NF.21.
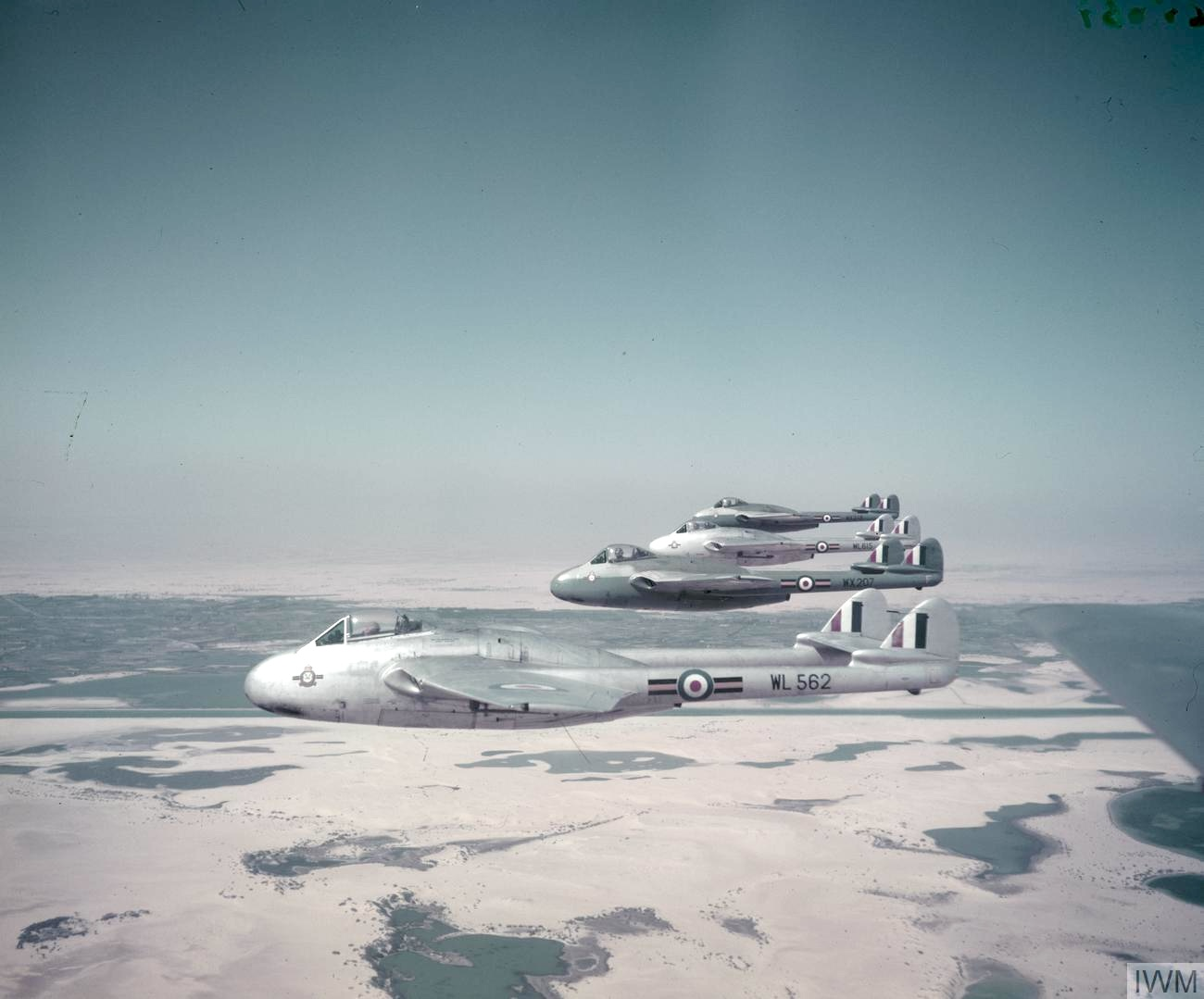
Vampire FB9s 213 Sqn RAF au dessus de l'Égypte en 1952.

## Avions monocoques en contreplaqué à moule négatif au sac

### Le Loughead S-1

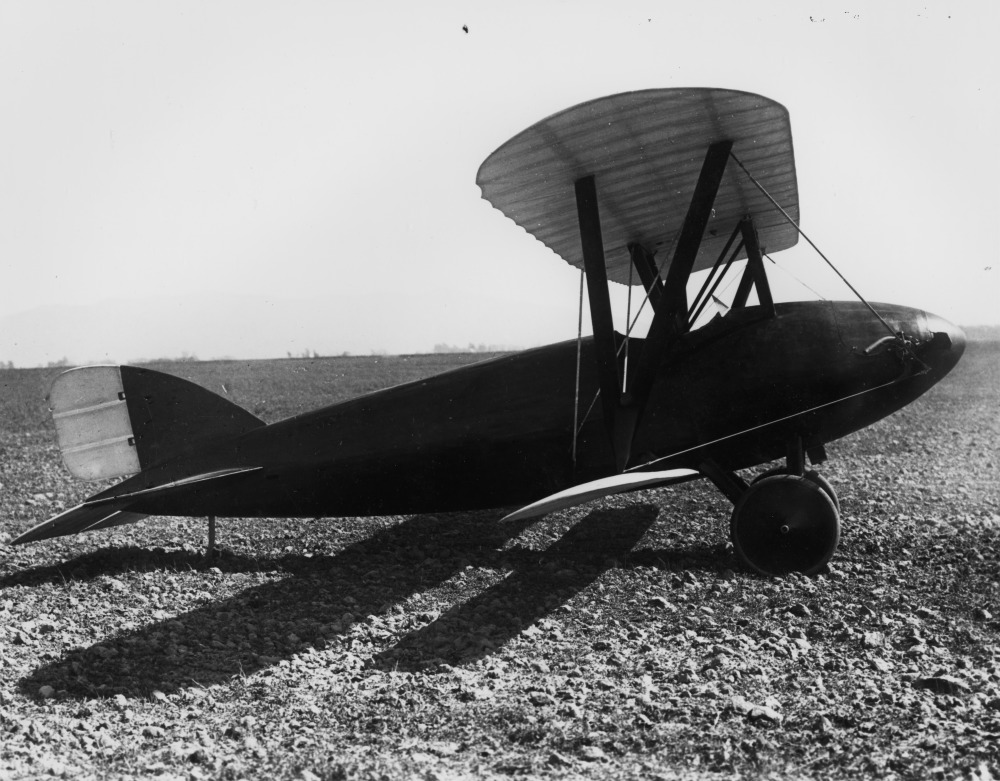
Loughead S-1.

Le fuselage du Loughead S-1 de 1928 fut construit selon une méthode innovante de construction monocoque que l'on doit à Jack Northrop. La forme arrondie du fuselage a été produite en deux moitiés réalisées dans un grand moule en béton. Trois couches constituées de fines bandes d'épicéa enduites de colle de caséine ont été posées, la direction du fil de chacune des couches étant à angle droit avec la précédente. Un couvercle a alors été boulonné sur le moule, et une vessie ou baudruche en caoutchouc laissée à l'intérieur a été gonflée à haute pression pour fusionner la coque en bois. Vingt-quatre heures plus tard, la demi-coque lisse était prête à être jointe à une autre pour créer le fuselage ; les moitiés étaient réunies autour de cadres elliptique en stratifié d'épicéa pour créer le fuselage monocoque,. Des photos montrent la coque extrêmement légère du S-1 encore ouverte, soutenue à bout de bras par deux hommes. La coque avait un rapport résistance-poids exceptionnel. En 1926, utilisant désormais l'orthographe phonétique de leur nom, les frères Loughead fondent la Lockheed Aircraft Company qui ouvre une usine à Hollywood, en Californie, pour commencer la production d'un monoplan monomoteur à aile haute cantilever, le Lockheed Vega, construit selon la même technique.

### Lockheed Vega
La technique développée pour le Loughead S-1 est reprise à partir de 1927 pour le Lockheed Vega. Le moule utilisé pour le Vega sera utilisé aussi pour produire les Air Express, Explorer, Sirius, Orion et Altair. Cette série est interrompue par les premiers exemplaires de Vega et Sirius en métal, en février 1932. Le métal est introduit par le nouvel actionnaire de Lockheed, la Detroit Aircraft Corporation de Edward Steptoe Evans. La crise de 1929 étant passée par là, l'entreprise ferme la même année.

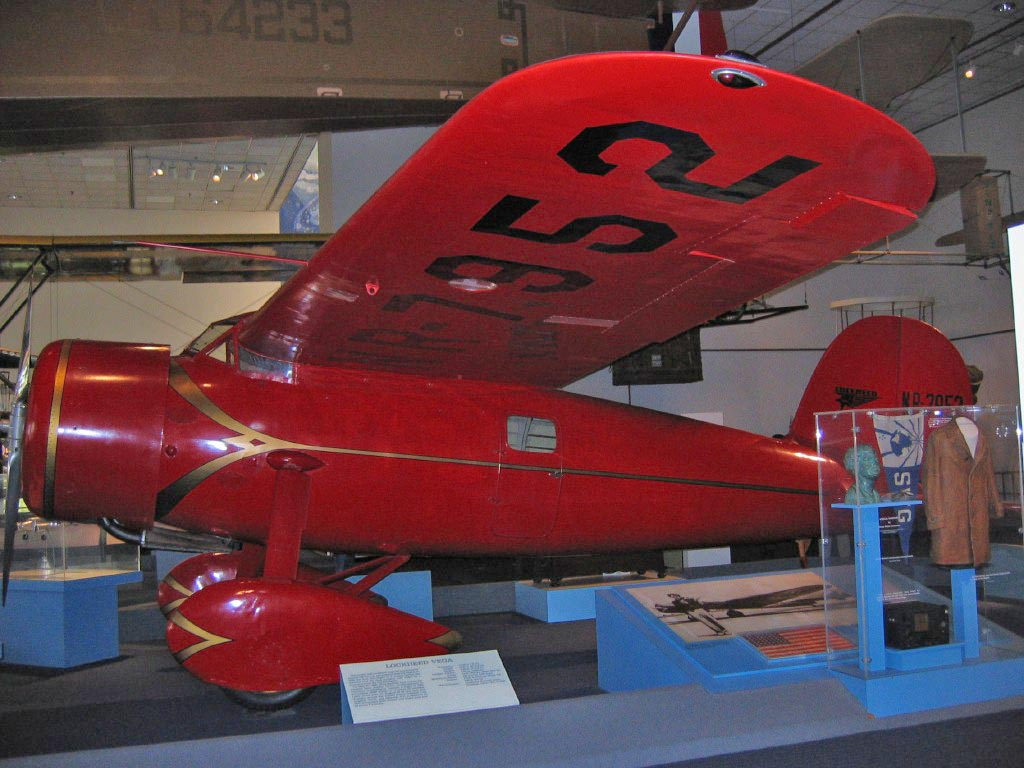
Lockheed Vega 5b.
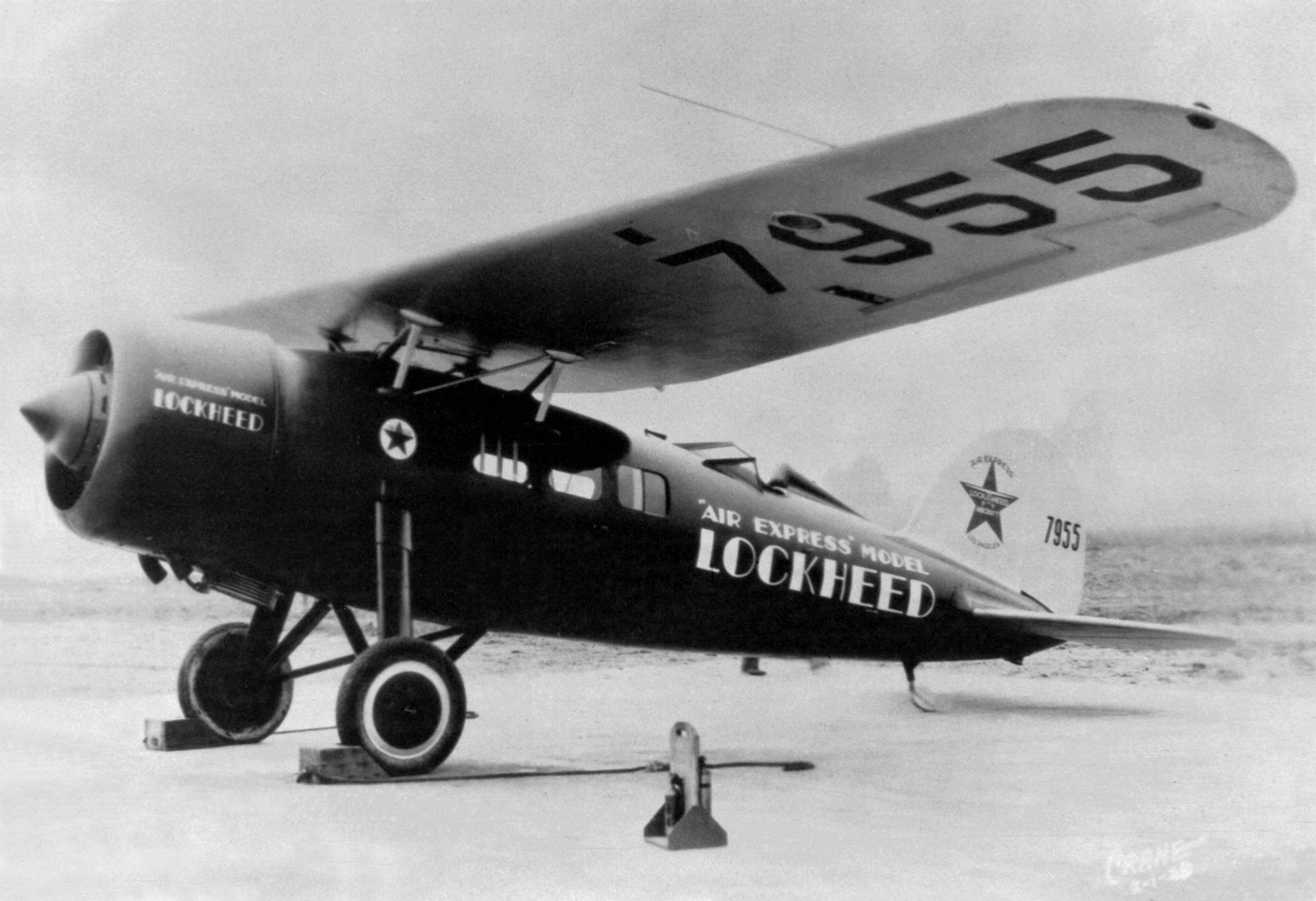
Lockheed Air Express.
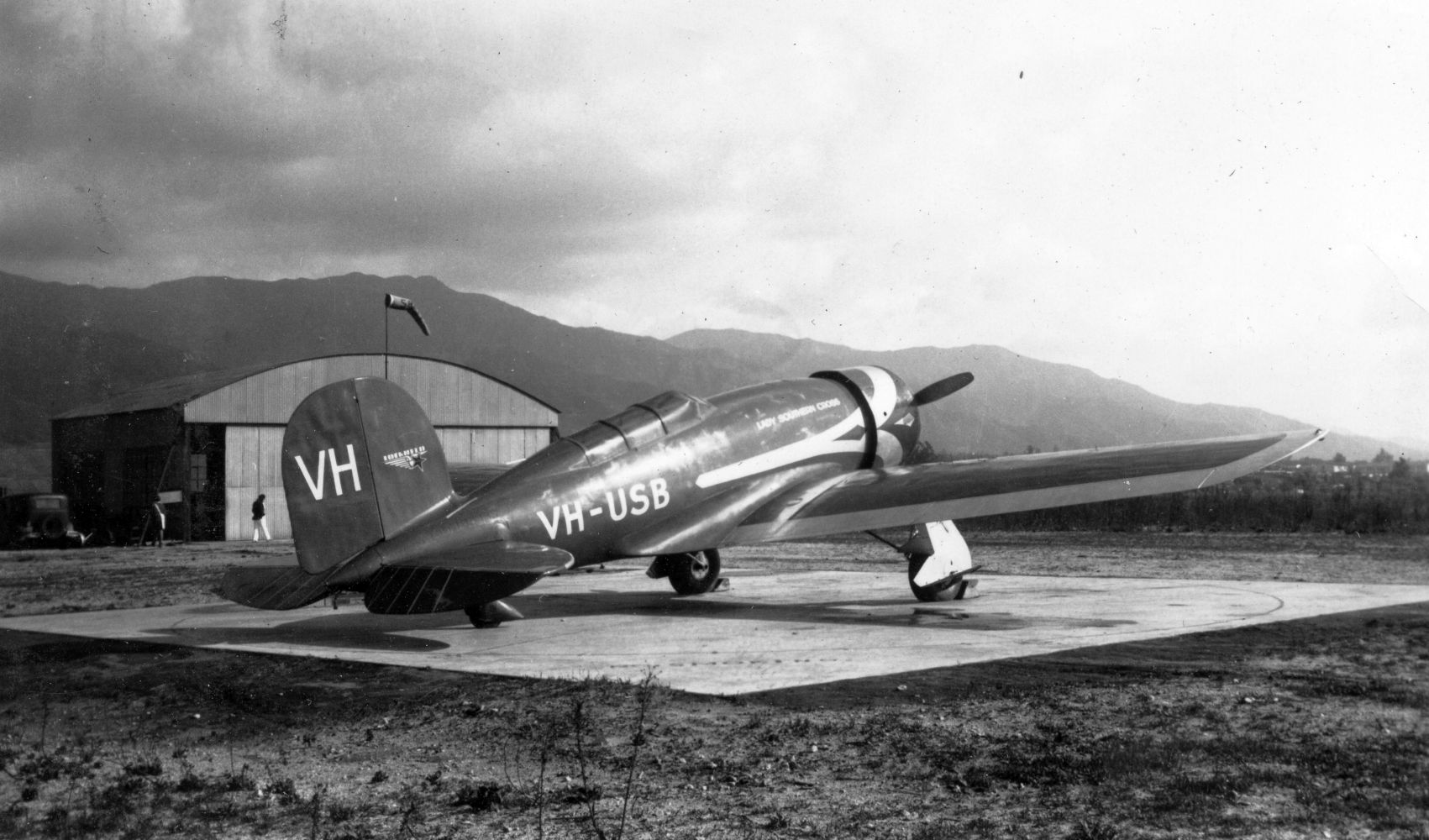
Lockheed Altair.